# NGC 692
NGC 692 est une très vaste galaxie spirale intermédiaire située dans la constellation du Phénix. Elle a été découverte par l'astronome britannique John Herschel en 1834.

## Caractéristiques
Sa vitesse par rapport au fond diffus cosmologique est de 6 195 ± 14 km/s, ce qui correspond à une distance de Hubble de 91,4 ± 6,4 Mpc (∼298 millions d'al).
La classe de luminosité de NGC 692 est II-III et elle présente une large raie HI. C'est aussi une galaxie à noyau actif à large raies spectrales (LLAGN : « large-line active galactic nucleus »).

## Supernova
Deux supernovas ont été découvertes dans NGC 692 : SN 2007st et SN 2010aa.

### SN 2007st
Cette supernova a été découverte le 22 décembre 2007 par l'astronome amateur sud africain Berto Monard. Cette supernova était de type Ia.

### SN 2010aa
Cette supernova a aussi été découverte par Berto Monard le 9 février 2010. Cette supernova était aussi de type Ia.